# سیارک ۲۱۲۴
سیارک ۲۱۲۴ (به انگلیسی: 2124 Nissen، نامگذاری:1974MK) دو هزار و صد و بیست و چهارمین سیارک کشف شده‌است که در ۲۰ ژوئن ۱۹۷۴ کشف شد.
قدر مطلق سیارک برابر ۱۱٫۷۰ است.